# Mybanker.dk
Mybanker A/S (bedre kendt mybanker.dk) er en dansk fintech-virksomhed. 

## Historie
Mybanker startede i 2000 som den første prisportal for finansielle tjenester,[kilde mangler] hvor forskellige pengeinstitutters renter og gebyrer kan sammenlignes. Sidenhen er det blevet en fintech-virksomhed, der tilbyder kunder at sætte deres økonomi på 'auktion' blandt bydende banker og få tilbud på at skifte bank.

## Ejerskab og økonomi
Mybanker er privatejet og blev etableret i april 2000, og er den ældste prisportal[kilde mangler], og en af de første fintech-virksomheder på det finansielle område, i Danmark.[kilde mangler] Mybanker tjener penge ved at modtage en såkaldt henvisningsprovision fra de banker, der er repræsenteret på hjemmesiden. Desuden modtager fintech-virksomheden provision, når brugere af portalen vælger at foretage et bankskifte via siden.

## Ekstern henvisning
- www.mybanker.dk, officiel hjemmeside